# شرکت سهامی زراعی خضری
شرکت سهامی زراعی خضری، یک شرکت خصولتی فعال در بخش کشاورزی است. مرکز این شرکت در شهر خضری دشت بیاض از توابع بخش نیمبلوک شهرستان قاینات است.

## تاریخچه
پس از وقوع زلزله هولناک سال ۱۳۴۷ در دشت بیاض و فردوس ، حکومت پهلوی با هدف ایجاد الگوی کشاورزی صنعتی، با دریافت اراضی و آب خرده مالکان در روستاهای خضری، میم، دهشک و بزن آباد، شرکت سهامی زراعی خضری را تشکیل داد و مابه ازای دارایی های تصاحب شده، سهامی به مالکان اعطا نمود.
هدف از تاسیس شرکت، به کارگیری از طرح های آبی خاکی و اصول فنی در زیر مجموعه های خود و اعمال مدیریت متمرکز مبتنی بر دیدگاه های کارشناسی و در نظر گرفتن شرایط محیطی، موقعیت های اجتماعی و اقتصادی و نیازهای محیطی سهام داران خود، نظیر اشتغال و ارتقای سطح درآمد افراد بود. این شرکت در ۲۸ شهریور ۱۳۴۸ تاسیس و در ابتدای سال ۱۳۵۸ همزمان با پیروزی انقلاب اسلامی منحل و مجددا در مورخه پنج اسفند ۱۳۶۳ بنا به درخواست اکثریت مردم به نام شرکت سهامی زراعی خضری ابقا و ادامه فعالیت داد.
.
اراضی تحت پوشش ۱۱۰۰۰ هکتار (۱۴۰۰ هکتار آن زراعت آبی و 47 هکتار باغ ) و تعداد اعضاء:۱۰۰۷ عضو است . ۲۷ درصد از سهام این شرکت متعلق به دولت و باقی متعلق به سهامداران می باشد .

## مدیران شرکت
- مهندس عارف منش
- مهندس  وظیفه دان
- مهندس بنی اسدی
- مهندس موسوی
- مهندس ملک خانی

- مهندس ارژنگی (۱۳۸۸ تا ۱۳۹۲)
- مهندس رمضانی (۱۳۹۲ تا تیر ماه 1402)
- مهندس محمد رضا غضنفری(از مرداد ماه 1402 تاکنون)

## فعالیت های شرکت

### فعالیت های داخلی
شرکت سهامی زراعی خضری فعالیت های متنوعی را انجام می دهد.
این شرکت دارای یک واحد تولیدی خوراک دام و طیور با ظرفیت ۱۰۰ تن در روز می باشد .
واحد دام سبک شرکت دارای ۲۰۰۰ راس گوسفند می باشد. گاوداری شرکت نیز دارای ۱۰۰۰ راس گاو است که ۴۴۰۰ تن شیر در سال و ۲۰۰ تن گوشت قرمز تولید می کند .
در سالهای اخیر تولید ماهی نیز با ظرفیت ۲۰ تن در هر دوره در محدوده عمل این شرکت صورت می گیرد .
این شرکت دارای ۱۲۰ کارمند و کارگر در حوزه اداری و تولیدی ، ۸۰۰ کشاورز و ۱۰۰ پیمانکار می باشد .
فعالیت در حوزه تولید و فرآوری بذر غلات از جمله گندم و جو، پرورش گاو شیری و گوشتی،  تولید سالانه بیش از 4000 تن شیر و نیز فرآورده های لبنی و  تولید خوراک دام و آبزیان اهم فعالیت های این شرکت است که همگی به صورت صنعتی و مکانیزه انجام می شود.
شرکت های سهامی زراعی نوعا برای گریز از وضعیت خرده مالکی و رسیدن به کشت صنعتی و مکانیزه تشکیل می شوند. در این راستا شرکت سهامی زراعی خضری در  سال ۱۳۹۶ بیش از ۲۰۴ هکتار و در سال ۱۳۹۸ بیش از ۵۶ هکتار از مزارع خود را تحت پوشش آبیاری کم فشار و تحت فشار قرار داد.

### فعالیت های بین المللی (کشت فراسرزمینی)
شرکت سهامی زراعی خضری یکی از سهامداران اصلی شرکت زرکاران پردیس مشرق زمین است که کار کشت فراسرزمینی استان خراسان جنوبی را در کشور اوکراین بر عهده دارد.